# Jongens (televisiefilm)
Jongens is een Nederlandse televisiefilm van Mischa Kamp uit 2014.

## Verhaal
De vijftienjarige Sieger wordt samen met zijn beste vriend Stef gekozen in het b-team van de atletiekclub en mag samen met nog twee andere jongens meedoen aan het NK.
De vier jongens gaan intensief samen trainen en er ontstaat ook een vriendschap tussen de jongens. Als Marc en Sieger samen gaan zwemmen, ontstaat er iets meer tussen die twee en kussen ze elkaar. Geschrokken door wat er gebeurd is, roept Sieger dat hij niet homoseksueel is. De vriendschap tussen Marc en Sieger blijft gewoon bestaan.
De coach bepaalt de volgorde voor de estafette, waarbij Sieger het stokje moet overnemen van Marc. Sieger probeert iets aan te pappen met een meisje, maar blijft stiekem wel gevoelens houden voor Marc. Tijdens een trainingskamp laat Sieger aan Marc blijken toch wel gevoelens voor hem te hebben.
Als Sieger op een avond tijdens de kermis in het bijzijn van Marc een meisje kust, gaat het mis tussen Marc en Sieger, wat ook gevolgen heeft voor de atletiektraining. Als vervolgens Sieger niet op komt dagen als hij zou gaan zwemmen met Marc, gaat de relatie tussen die twee verder achteruit. Sieger blijft echter wel verliefd op Marc en heeft ook spijt van zijn acties. Als ze de estafette winnen, beseft Sieger dat hij niemand anders wil dan Marc.

## Rolverdeling
| Acteur                  | Personage               | Opmerking         |
| ----------------------- | ----------------------- | ----------------- |
| Gijs Blom               | Sieger                  | hoofdrol          |
| Ko Zandvliet            | Marc                    | hoofdrol          |
| Jonas Smulders          | Eddy                    | broer van Sieger  |
| Ton Kas                 | Theo                    | vader van Sieger  |
| Stijn Taverne           | Stef                    | vriend van Sieger |
| Myron Wouts             | Tom                     |                   |
| Ferdi Stofmeel          | Coach                   |                   |
| Lotte Razoux Schultz    | Jessica                 | vriendin Sieger   |
| Rachelle Verdel         | Kim                     | vriendin Stef     |
| Julia Akkermans         | vriendin Eddy           |                   |
| Jeffrey Hamilton        | Niclas                  |                   |
| Rifka Lodeizen          | moeder Marc             |                   |
| Micha Hulshof           | jongen snackbar         |                   |
| Caroline Olde Rikkert   | verkoopster drogisterij |                   |
| Roosmarijn van der Hoek | Neeltje                 | zusje van Marc    |

## Onderscheidingen
Tijdens het Zlin-jeugdfilmfestival in Tsjechië in juni 2014 was de film de grote winnaar: er werden vier prijzen gewonnen, waaronder de jury- en de publieksprijs. Tijdens Cinekid in oktober 2014 werd de film uitgeroepen tot beste Nederlandse familiefilm. Bij het Nederlands Film Festival van 2014 kreeg de film de Prijs van de Nederlandse filmkritiek.